# Caenurgina annexa
Caenurgina annexa là một loài bướm đêm trong họ Erebidae.